# Criacao Shinjuku
Criacao Shinjuku (jap. クリアソン新宿, Kuriason Shinjuku) ist ein japanischer Fußballverein aus dem Bezirk Shinjuku der Präfektur Tokio. Er spielt seit 2022 in der Japan Football League. Als zertifizierter J.League-Hundertjahrplan-Verein strebt er den Aufstieg in die J.League an.

## Geschichte
Der Verein wurde vom heutigen Vorsitzenden Kazutomo Maruyama als Freizeitverein unter dem Namen Criacao im Jahr 2005 gegründet, um so eine Möglichkeit zu schaffen, auch nach dem Abschluss seines Studiums an der Rikkyō-Universität Fußball spielen zu können. Nach der beruflichen Rückkehr Maruyamas nach Tokio erfolgte die erstmalige Anmeldung am Spielbetrieb der an die Japan Football Association angeschlossenen Ligen im Jahr 2009.
Innerhalb weniger Jahre stieg die Mannschaft in die oberste Spielklasse der Präfektur Tokio auf und gewann diese 2014 als Aufsteiger sogar auf Anhieb; der Sprung in die Kantō-Regionalliga wurde nach einem dritten Platz im entsprechenden Qualifikationsturnier nur knapp verfehlt. In den Folgejahren erfolgte eine Konsolidierung und eine damit einhergehende tiefere Verwurzelung des Vereins im Heimatort, was sich unter anderem durch die Gründung einer zweiten Mannschaft (Criacao Procriar), einer Jugendabteilung und einer Futsal-Mannschaft manifestierte. Dennoch spielte Criacao fast durchgängig um den Titel der Präfektur mit.
Eine Umbenennung zu Beginn des Jahres 2018 – aus Criacao wurde Criacao Shinjuku – läutete die bislang erfolgreichste Phase des noch jungen Vereins ein. So gelang der erste größere Erfolg der Vereinsgeschichte am Ende des gleichen Jahres mit dem Aufstieg in das Unterhaus der Kantō-Regionalliga, schon ein Jahr später folgte der Durchmarsch in die Division 1. Nach einer kurzen Eingewöhnungsphase 2020 tauchte Criacao Shinjuku am Ende der Saison 2021 erneut an der Spitze seiner Spielklasse auf, verbunden mit der Qualifikation für die japanische Fußball-Regionalligen-Finalrunde. Trotz einer eher schweren Vorrundengruppe erreichte man als bester Gruppenzweiter die Endrunde und gewann diese schließlich.
In jedem anderen Jahr wäre das mit dem direkten Aufstieg in die Japan Football League (JFL) verbunden gewesen, aufgrund einer durch die COVID-19-Pandemie erfolgten einmaligen Aufstockung der JFL auf 17 Mannschaften erhielten deren beiden Tabellenletzten jedoch die Möglichkeit, durch ein Relegationsspiel die Klasse zu halten. Im Nagoya Minato Soccer Stadium stand so der FC Kariya als letztes Hindernis vor dem Sprung in Japans höchste Amateurspielklasse, welches souverän mit 4:0 genommen wurde.
Bereits am Anfang des Jahres 2021 wurden zudem mit der Bewilligung des Status eines J.League-Hundertjahrplan-Vereins weitere Weichen für die Zukunft gestellt. Dieser Status ist wichtigste Voraussetzung für einen Aufstieg in die J.League, den Criacao Shinjuku mittelfristig anstrebt.

## Vereinsname
Criacao ist vom portugiesischen criação und bedeutet übersetzt etwa so viel wie „Kreation“, „Schöpfung“, „Erzeugung“. Damit spielt er auf die Philosophie des Vereins an, die „fortwährende Erzeugung von Begeisterung in der Welt durch Fußball“ erreichen möchte.

## Erfolge
- Japanische Fußball-Regionalligen-Finalrunde

Sieger: 2021
- Kantō-Regionalliga

Meister Division 1: 2021
Meister Division 2: 2019
- Präfekturliga Tokio

Sieger: 2014

## Stadion
Bislang besitzt Criacao Shinjuku keine eigene Spielstätte, sondern benutzt spielklassengeeignete Stadien innerhalb der gesamten Präfektur. So findet beispielsweise das erste Heimspiel der Saison 2022 der Japan Football League im Komazawa-Stadion statt, bevor vornehmlich im AGF Field, einem Nebenplatz des Ajinomoto-Stadions, gespielt wird. Flutlichtspiele werden im Ajinomoto Field Nishigaoka ausgetragen.

## Spieler
Stand: März 2023
| Nr. |       | Position | Name             |
| --- | ----- | -------- | ---------------- |
| 1   | Japan | TW       | Yuta Abe         |
| 2   | Japan | AB       | Kazuki Segawa    |
| 3   | Japan | ST       | Kazuki Saitō     |
| 6   | Japan | MF       | Kōta Morimura    |
| 7   | Japan | MF       | Eisuke Atsumi    |
| 8   | Japan | MF       | Takeaki Sudo     |
| 9   | Japan | ST       | Ryo Harada       |
| 10  | Japan | MF       | Kōta Ueda        |
| 11  | Japan | ST       | Taichi Ise       |
| 13  | Japan | MF       | Koya Takahashi   |
| 14  | Japan | AB       | Naoto Sawai      |
| 15  | Japan | AB       | Yū Yonehara      |
| 16  | Japan | AB       | Ryotaro Takeuchi |
| 17  | Japan | MF       | Yūki Ikeya       |
| 20  | Japan | MF       | Yuhei Higuchi    |

| Nr. |            | Position | Name                |
| --- | ---------- | -------- | ------------------- |
| 21  | Japan      | AB       | Yūto Nakayama       |
| 22  | Japan      | AB       | Masatoshi Kemmochi  |
| 24  | Japan      | MF       | Daiki Nishiyama     |
| 25  | Japan      | AB       | Jotaro Chiba        |
| 26  | Japan      | ST       | Hiroki Scharod Akai |
| 27  | Japan      | TW       | Suguru Asanuma      |
| 29  | Japan      | MF       | Naoki Koyahara      |
| 31  | Japan      | MF       | Junya Osaki         |
| 33  | Japan      | ST       | Tsubasa Sano        |
| 37  | Korea Nord | MF       | Hwang Song-su       |
| 39  | Japan      | MF       | Shōto Suzuki        |
| 40  | Japan      | MF       | Eisuke Atsumi       |
| 41  | Japan      | TW       | Nao Iwadate         |
| 45  | Japan      | MF       | Keita Ishii         |
| 50  | Japan      | ST       | Tatsuya Okamoto     |

## Trainer
| Trainer          | Nation | von             | bis             |
| ---------------- | ------ | --------------- | --------------- |
| Ichiro Naruyama  | Japan  | 1. Februar 2018 | 31. Januar 2024 |
| Hideaki Kitajima | Japan  | 1. Februar 2024 |                 |

## Saisonplatzierung
| Saison | Spielklasse            | Platz     | Punkte | Spiele | S  | U  | V  | Tore+ | Tore– | TD  | Kaiserpokal |
| 2014   | 1. Präfekturliga Tokio | 1. Platz  | 31     | 14     | 9  | 4  | 1  | 30    | 12    | 18  | −           |
| 2015   | 1. Präfekturliga Tokio | 3. Platz  | 31     | 14     | 9  | 4  | 1  | 34    | 12    | 22  | −           |
| 2016   | 1. Präfekturliga Tokio | 2. Platz  | 30     | 13     | 9  | 3  | 1  | 29    | 14    | 15  | −           |
| 2017   | 1. Präfekturliga Tokio | 7. Platz  | 19     | 13     | 6  | 1  | 6  | 24    | 22    | 2   | −           |
| 2018   | 1. Präfekturliga Tokio | 2. Platz  | 35     | 15     | 11 | 2  | 2  | 35    | 8     | 27  | −           |
| 2019   | Kantō-RL Div. 2        | 1. Platz  | 43     | 18     | 14 | 1  | 3  | 42    | 20    | 22  | −           |
| 2020   | Kantō-RL Div. 1        | 5. Platz  | 15     | 9      | 5  | 0  | 4  | 11    | 7     | 4   | −           |
| 2021   | Kantō-RL Div. 1        | 1. Platz  | 50     | 22     | 16 | 2  | 4  | 50    | 23    | 27  | −           |
| 2022   | Japan Football League  | 15. Platz | 24     | 30     | 6  | 6  | 18 | 30    | 52    | −22 | −           |
| 2023   | Japan Football League  | 11. Platz | 34     | 28     | 10 | 4  | 14 | 25    | 33    | −8  | 1. Runde    |
| 2024   | Japan Football League  | 14. Platz | 30     | 26     | 5  | 11 | 14 | 19    | 44    | −25 | -           |
| 2025   | Japan Football League  |           |        |        |    |    |    |       |       |     |             |